# Acanthogorgia spissa
Acanthogorgia spissa är en korallart som beskrevs av Kükenthal 1909. Acanthogorgia spissa ingår i släktet Acanthogorgia och familjen Acanthogorgiidae. Inga underarter finns listade i Catalogue of Life.